# Почесний громадянин Торецька
Почесний громадянин міста Торецька (Дзержинська) — почесне звання, установлене в ознаменування високих досягнень мешканців міста Торецька в усіх галузях промисловості, транспорту, будівництва, культурі і спорті з метою увічнення їх заслуг. Особи, яким присвоюється це почесне звання, заносяться до Книги Пошани громадян міста й отримуються посвідчення «Почесний громадянин міста Торецька». Рішення прийняте Торецькою міською радою за головування Т. Кулініча, рішенням № 219 від 25 серпня 1965 року.

## Список почесних громадян Торецька
Від 1965 року звання Почесний громадянин Торецька удостоєні 32 мешканця міста. Нижче подано їх алфавітний перелік.
| Портрет | Ім'я                            | Рід діяльності |
| ------- | ------------------------------- | --- |
|         | Білий Володимир Васильович      | Перший заступник міністра вугільної промисловості СРСР.                                                                             |
|         | Бондаренко Ніна Григорівна      | Директор Артемівської середньої школи робітничої молоді.                                                                            |
|         | Волков Олексій Олександрович    | Директор Дзержинської ЦЗФ. |
|         | Гриньов Микола Герасимович      | Вибійник шахти «Північна» ДП Дзержинськвугілля, Герой України.                                                                      |
|         | Гуржій Микола Іванович          | Директор Дзержинського фенольного заводу.                                                                                           |
|         | Данилін Славій Гаврилович       | Вибійник шахти імені Дзержинського.                                                                                                 |
|         | Даниліна Міла Іванівна          | Учитель-методист СШ № 9, ветеран педагогічної праці.                                                                                |
|         | Дем'яненко Володимир Якович     | Редактор міської газети «Дзержинский шахтер».                                                                                       |
|         | Дорофеєв Іван Якович            | Начальник цеха Дзержинського фенольного заводу.                                                                                     |
|         | Єрмоленко Любов Арсентієвна     | Завідувач відділенням центральної міської лікарні імені Леніна, ветеран війни і праці.                                              |
|         | Зубов Василь Степанович         | Вибійник шахти імені Дзержинського, Герой Соціалістичної Праці.                                                                     |
|         | Карабиць Іван Федорович         | Народний артист України, композитор, професор.                                                                                      |
|         | Ключник Михайло Петрович        | Командир роти 315-ї стрілецької дивізії, учасник радянського відвоювання міста Дзержинська у вересні 1943 року.                     |
|         | Кузьменко Микола Гнатович       | Бригадир механізаторів шахти імені Артема, Герой Соціалістичної Праці.                                                              |
|         | Лебедєв В'ячеслав Федорович     | Голова правління Дзержинського хлібокомбінату, ветеран праці.                                                                       |
|         | Мазур Іван Михайлович           | Бригадир комплексної бригади механізаторів шахти імені Дзержинського, Герой Соціалістичної Праці.                                   |
|         | Мальченко Семен Свиридович      | Машиніст вугільного комбайну шахти імені Ворошилова (нині шахта «Північна»).                                                        |
|         | Мандрикін Юхим Іванович         | Командир 613-го стрілецького полку 91-ї стрілецької дивізії, учасник радянського відвоювання міста Дзержинська у вересні 1943 року. |
|         | Наборський Іван Савелійович     | Гірничий майстер шахти № 1-1 біс (нині шахта «Торецька»), Герой Радянського Союзу.                                                  |
|         | Падра Дмитро Семенович          | Заступник редактора міської газети «Дзержинский шахтер» (нині її головний редактор).                                                |
|         | Переверзєв Володимир Павлович   | Голова ветеранської організації шахти «Південна», ветеран війни і праці.                                                            |
|         | Прасол Віктор Петрович          | Голова виконкому Торецької міської ради депутатів, ветеран праці.                                                                   |
|         | Простак Віктор Григорович       | Учасник Параду Перемоги в місті Москві 24 червня 1945 року, ветеран війни і праці.                                                  |
|         | Рижков Микола Іванович          | Голова Ради Міністрів СРСР, депутат Держдуми РФ.                                                                                    |
|         | Савченко Віктор Іванович        | Керівник робочої групи Торецької міської редколегії Книги Пам'яті, ветеран війни і праці.                                           |
|         | Седнєв Євген Іванович           | Композитор, керівник музичного гуртка при міському Будинку піонерів і школярів.                                                     |
|         | Степаненко Олександр Васильович | Директор заводу імені Петровського.                                                                                                 |
|         | Татаринов Анатолій Арефійович   | Директор вугільного департаменту Мінпаливенерго України.                                                                            |
|         | Ханько Василь Мойсейович        | Вибійник шахти імені Дзержинського.                                                                                                 |
|         | Філіппов Іван Пилипович         | Вибійник шахти імені Артема, Герой Соціалістичної Праці.                                                                            |
|         | Шматок Олександр Федорович      | Голова Торецької міської ради ветеранської організації України, учасник ліквідації аварії на ЧАЕС.                                  |
|         | Якушин Віктор Іванович          | Начальник дільниці на шахті «Торецька», учасник оборони Севастополя, ветеран війни і праці.                                         |